# Площадь Ивана Пидковы (Львов)
Площадь Ивана Пидковы — площадь в Галицком районе Львова, в историческом центре города. Расположена между проспектом Свободы и улицей Театральной. Относится к наименьшим площадям Львова. Со времен СССР по наши дни официально именуется, как площадь Ивана Пидковы вместо Подковы.
Устроена на месте бывшего госпиталя Святого Духа, действовавшего здесь от XIV ст. до 1780 года. Из-за этого носила название "площади Святого Духа". В средневековье на этой территории, кроме госпиталя с костелом и кладбищем, располагались дом викария госпиталя и другие жилые дома, воскобойня. Во второй половине XVIII ст. состояние сооружения постепенно ухудшалось и 7 марта 1780 года госпиталь рухнул. Австрийские власти отдали приказ окончательно разобрать руины. В течение 1827—1829 лет на средства К. Гартмана на площади построено классицистическое сооружение гауптвахты по проекту Матео Брезани и дом «Венской кофейни» (за строительство гауптвахты город подарил участок под кафе). С запада территория ограничивалась двумя рядами городских стен, между которыми тоже появились жилые дома.
Перед Первой мировой войной город планировал выкупить у гмины часть площади, снести здания Венской кофейни и возвести большое административное сооружение с залом заседаний городского совета, залом для приемов и помещением для президента города. Параллельно планировалось расширить улицу Килинского (теперь ул. Берынды). Планы не реализованы. Современное название площадь получила в 1946 году в честь молдаванина, казака Ивана Подковы, казненного 16 июня 1578 г. года в Львове.
В 1978 году при прокладке канализационного коллектора найдены остатки фундаментов госпиталя, сделано археологические раскопки. Обнаружены также остатки деревянного дома княжеского периода, что сгорел в пожаре 1381 года. Древнейшие находки датируемы VIII—VI веками н. э . Фундаменты госпиталя протрассирован на поверхности тротуара кирпичной кладкой.
В 1982 году в центре площади установлен памятник Ивану Подкове (скульптор Петр Кулик, архитектор Владимир Блюсюк).